# 아메아토
〈아메아토〉(アメあと, 뜻: 비 온 뒤)는 일본의 가수 w-inds.의 24번째 싱글로, 2008년 4월 23일 발매되었다.

## 수록곡
1. アメあと
(작사・작곡：飯田哲也　編曲：飯田哲也、小松一也)
  - TV 도쿄 애니메이션 《가정교사 히트맨 리본》 7기 엔딩곡
2. One Love
(작사：飯田哲也、永原さくら　작곡：飯田哲也　編曲：飯田哲也、小高光太郎)
3. leave me alone
(작사：shungo.　작곡：Philippe-Marc Anquetil、Christopher Lee-Joe、Danny Lattouf　편곡：Koma2 Kaz)
4. アメあと (Instrumental)
(작곡：飯田哲也　편곡：飯田哲也、小松一也)

## 차트
- 오리콘 싱글차트 7위를 기록하였다 (2008년)